# Campeonato Mundial de Basquetebol Masculino de 1974
O Campeonato Mundial de Basquetebol Masculino de 1974 foi a 7ª edição do Campeonato Mundial de Basquetebol. Foi disputado em Porto Rico de 3 a 14 de julho de 1974, organizado pela Federação Internacional de Basquetebol (FIBA) e pela Federação Porto-Riquenha de Basquetebol. 

## Locais de Competição
| Grupo                           | Cidade   | Arena                       | Capacidade |
| ------------------------------- | -------- | --------------------------- | ---------- |
| Grupo A                         | Ponce    | Auditorio Pachín Vicéns     | 8,000      |
| Grupo B e Fase Final            | San Juan | Coliseo Roberto Clemente    | 12,000     |
| Grupo C e Fase de Classificação | Caguas   | Coliseo Héctor Solá Bezares | 10,000     |

## Equipes Participantes
| Grupo A                                                  | Grupo B                                    | Grupo C                               | Fase Final                                   |
| -------------------------------------------------------- | ------------------------------------------ | ------------------------------------- | -------------------------------------------- |
| Brasil República Central Africana México União Soviética | Argentina Filipinas Espanha Estados Unidos | Austrália Canadá Cuba Tchecoslováquia | Porto Rico - sede Iugoslávia - atual campeão |

## Fase Preliminar

### Grupo A
| Time                      | Pts. | V | D | PP  | PC  | SP   |
| ------------------------- | ---- | - | - | --- | --- | ---- |
| União Soviética           | 6    | 3 | 0 | 314 | 188 | +126 |
| Brasil                    | 5    | 2 | 1 | 254 | 211 | +43  |
| México                    | 4    | 1 | 2 | 267 | 277 | -11  |
| República Centro-Africana | 3    | 0 | 3 | 184 | 340 | -156 |

### Grupo B
| Time           | Pts. | V | D | PP  | PC  | SP   |
| -------------- | ---- | - | - | --- | --- | ---- |
| Estados Unidos | 6    | 3 | 0 | 358 | 242 | +116 |
| Espanha        | 5    | 2 | 1 | 284 | 288 | +4   |
| Argentina      | 4    | 1 | 2 | 286 | 295 | -9   |
| Filipinas      | 3    | 0 | 3 | 260 | 363 | -103 |

### Grupo C
| Time            | Pts. | V | D | PP  | PC  | SP  |
| --------------- | ---- | - | - | --- | --- | --- |
| Cuba            | 6    | 3 | 0 | 233 | 218 | +15 |
| Canadá          | 5    | 2 | 1 | 242 | 224 | +18 |
| Tchecoslováquia | 4    | 1 | 2 | 224 | 228 | -4  |
| Austrália       | 3    | 0 | 3 | 232 | 261 | -29 |

## Fase de Classificação
| Time                      | Pts. | V | D | PP  | PC  | SP   | Primeiro Desempate Classificação para Times Empatados | Segundo Desempate Pontos Average entre os Times Empatados |
| ------------------------- | ---- | - | - | --- | --- | ---- | ----------------------------------------------------- | --------------------------------------------------------- |
| México                    | 10   | 5 | 0 | 482 | 428 | +54  |                                                       |                                                           |
| Tchecoslováquia           | 9    | 4 | 1 | 518 | 451 | +67  |                                                       |                                                           |
| Argentina                 | 7    | 2 | 3 | 517 | 471 | -46  | 1V-1D                                                 | 1.099                                                     |
| Austrália                 | 7    | 2 | 3 | 446 | 442 | +4   | 1V-1D                                                 | 1.005                                                     |
| Filipinas                 | 7    | 2 | 3 | 474 | 517 | -43  | 1V-1D                                                 | 0.905                                                     |
| República Centro-Africana | 5    | 0 | 5 | 375 | 523 | -148 |                                                       |                                                           |

## Fase Final
| Time            | Pts. | V | D | PP  | PC  | SP   | Primeiro Desempate Classificação para Times Empatados> |       |
| --------------- | ---- | - | - | --- | --- | ---- | ------------------------------------------------------ | ----- |
| União Soviética | 13   | 6 | 1 | 625 | 509 | +116 | 1V-1D                                                  | 1.045 |
| Iugoslávia      | 13   | 6 | 1 | 629 | 568 | +61  | 1V-1D                                                  | 1.000 |
| Estados Unidos  | 13   | 6 | 1 | 694 | 587 | +107 | 1V-1D                                                  | 0.959 |
| Cuba            | 10   | 3 | 4 | 565 | 599 | -34  |                                                        |       |
| Espanha         | 9    | 2 | 5 | 556 | 640 | -84  | 2V-0D                                                  |       |
| Brasil          | 9    | 2 | 5 | 522 | 586 | -64  | 1V-1D                                                  |       |
| Porto Rico      | 9    | 2 | 5 | 568 | 620 | -52  | 0V-2D                                                  |       |
| Canadá          | 8    | 1 | 6 | 566 | 616 | -50  |                                                        |       |

## Classificação Final
| Posição | Time                       |
| ------- | -------------------------- |
| 1       | União Soviética            |
| 2       | Iugoslávia                 |
| 3       | Estados Unidos             |
| 4       | Cuba                       |
| 5       | Espanha                    |
| 6       | Brasil                     |
| 7       | Porto Rico                 |
| 8       | Canadá                     |
| 9       | México                     |
| 10      | Tchecoslováquia            |
| 11      | Argentina                  |
| 12      | Austrália                  |
| 13      | Filipinas                  |
| 14      | República Central Africana |

## Seleção do Campeonato[3]
- União Soviética Alexander Belov
- Iugoslávia Vinko Jelovać
- Espanha Wayne Brabender
- Cuba Alejandro Urgelles
- União Soviética Alexander Salnikov

## Maiores Pontuadores (Média por Jogo)
1. Arturo Guerrero (México) 27
2. Manuel Raga (México) 26.1
3. Eddie Palubinskas (Austrália) 24.8
4. Ernesto Ghermann (Argentina) 23.7
5. Wayne Brabender (Espanha) 23
6. Luther Burden (EUA) 20.2
7. John Lucas (EUA) 19.7
8. Dragan Kicanovic (Iugoslávia) 18.8
9. Alejandro Urgelles (Cuba) 18.5
10. Alexander Salnikov (URSS) 17.5